# Sault-lès-Rethel
Sault-lès-Rethel é uma comuna francesa na região administrativa de Grande Leste, no departamento das Ardenas. Estende-se por uma área de 6,45 km², com 1 919 habitantes, segundo os censos de 1999, com uma densidade de 297 hab/km².